# Struta
Struta (grč. Struthas) je bio perzijski plemić i satrap Lidije. Vladao je u doba Korintskog rata na period od svega pet godina, a na mjesto satrapa ga je 392. pr. Kr. postavio Artakserkso II., vladar Perzijskog Carstva, smjenivši Tiribaza zbog njegove prospartanske politike. Struta je prema zapovjedi perzijskog vladara napao posjede Sparte i njenih saveznika, što je nagnalo njihovog zapovjednika Tibrona na odlučan otpor protiv Strute. Tibron je neko vrijeme uspješno odolijevao Strutinim napadima, no perzijski satrap mu je jednom prilikom postavio zasjedu i ubio ga.
Tibrona je naslijedio Difrida, koji je reorganizirao spartansku vojsku od ostataka trupa njegovog prethodnika, te je poveo neke uspješne pohode protiv Strute pri čemu je zarobljen njegov nećak. Struta je smjenjen 387. pr. Kr., a na mjesto satrapa Lidije ponovo je zasjeo Tiribaz koji je i dalje vodio prospartansku politiku zbog atenskih prijetnji perzijskim interesima u Egejskom moru, nakon čega je na njegovu zaslugu sklopljen Kraljevski mir. 

## Poveznice
- Perzijsko Carstvo
- Korintski rat
- Artakserkso II.
- Tiribaz

| Prethodnik:                   | Satrap Lidije (392. - 387. pr. Kr.) | Nasljednik:                     |
| Tiribaz (393. - 392. pr. Kr.) | Satrap Lidije (392. - 387. pr. Kr.) | Tiribaz (387. - 370-ih pr. Kr.) |

## Vanjske poveznice
- Struta (Struthas), AncientLibrary.com
- John V. A. Fine: „Antički Grci: Kritička povijest“ (The Ancient Greeks: A Critical History), izdavač: Harvard University Press, 1983.